# 大谷隆三
大谷 隆三（おおたに りゅうぞう、1919年1月11日 - 2000年2月23日）は松竹株式会社社長。同社創業者の子。放火事件を起こし退任した。

## 経歴・人物
松竹創業者大谷竹次郎の次男。1941年、慶應義塾大学経済学部卒業後、松竹に入社。1971年から1984年まで社長を務めた。妻の道子は大谷光瑩の孫(庶子瑩韶の娘）。

## 不祥事
1971年に妻を亡くして以来、アルコール依存症となり、1984年2月8日、長男の信義に飲酒に出かけようとしたところを窘められ、激昂して東京都品川区東五反田の自宅に灯油をまいて放火した。この結果、荷物を取りに戻ろうとした住み込みの手伝いの女性が焼死した。
隆三は建造物放火容疑で逮捕起訴され、松沢病院に入院、懲役3年・執行猶予5年の有罪判決を受ける。判決では「犯行直前の行動にはやや異常な面があり、アルコール依存症などにより必ずしも正常な精神状態にあったとは認め難い」と指摘された。
この事件のために隆三は社長を退任し、非常勤役員となる。長男信義は取締役ではあったが年が若いため、次期社長には永山武臣副社長が就任した。
事件以後は東京渋谷の長女のもとに身を寄せ、完全に断酒していたと伝えられる。